# Rubén Moya
Rubén Moya Acosta (Chilpancingo; 31 de octubre de 1956-Ciudad de México; 11 de junio de 2023) fue un actor de teatro, actor de doblaje, locutor comercial, director de doblaje, conferencista y docente mexicano. Debutó en 1979, cumplió cuarenta años de trayectoria artística y treinta años como conferencista y docente. Se dio a conocer en la industria por su característico tono de voz grave, con el que interpretó a villanos o seres de carácter fuerte.
Entre sus personajes más conocidos se encuentra el héroe He-Man/Príncipe Adam, en la serie animada He-Man and the Masters of the Universe, George Fenny (William Daniels) en Boy Meets World, el líder del ejército huno Shan Yu en Mulan, el Emperador Zurg en Toy Story 2, Ronan el Acusador en Guardianes de la Galaxia y también prestó su voz a actores como Morgan Freeman y Jon Voight. 
También participó en Una película de huevos y como el nuevo narrador de Dragon Ball, tras el fallecimiento del narrador original José Lavat.
Fue locutor del programa dominical de espectáculos Los 25+, de TV Azteca, donde participó junto a María Inés Guerra y Rosario Murrieta.[cita requerida]

## Trayectoria
Su preparación artística la realizó en el Instituto Andrés Soler de la Asociación Nacional de Actores (ANDA) y en el Centro de Arte Dramático (CADAC).[cita requerida]
Tuvo como maestros en el doblaje a Víctor Mares, Narciso Busquets y Víctor Alcocer.[cita requerida]
Desde entonces y a lo largo de su carrera, Moya se hizo conocido por haber dado voz a personajes como He-Man en la película y en la serie del mismo nombre en los años 80, al malvado Emperador Zurg en Toy Story 2, a Buzz Lightyear Comando Estelar en la película y en la serie de Buzz Lightyear, y por realizar el doblaje de voz de Saúl Lisazo en los años 90 para la publicidad de la compañía Bacardí.[cita requerida]
También se le recuerda por ser la voz de Jack Palance en la serie de los años 80 Aunque usted no lo crea de Ripley y por doblar a los actores René Ruiz «Tun Tun», a Gerardo Zepeda «El Chiquilín» y Roberto Ballesteros.[cita requerida]
También fue la voz en off de la estación de radio Radio Red 1110 AM en la Ciudad de México de 1986 hasta 2002 y la voz de presentación del noticiario radiofónico Monitor hasta su salida del aire en 2008.

### Fallecimiento
El 11 de junio de 2023, Rubén Moya falleció a los 66 años de edad luego de varios meses luchando contra el cáncer de garganta que el actor padecía desde hace varios meses atrás.

### Obras de teatro
- Lucrecia Borgia (1979), dir. Maricela Lara. Personaje: Cervello.
- Herejía (1984), dir. Abraham Oceransky. Personaje: Rabino.
- Una luz sobre la cama (1985), dir. Torcuato Luca de Tena. Personaje: Inspector.
- Malinche (1986), dir. Margarita Urueta. Personaje: Pedro de Alvarado.
- Cuarto milagro (1993), dir. Alejandro Ainslie. Personaje: Conserje.
- Falsa crónica de Juana La Loca (2001), dir. Miguel Sabido. Personaje: Rey Fernando.
- Homenaje a Jaime Labastida en el Palacio de Bellas Artes. Recital de poesía "Rostro solar" (2014), dir. Miguel Sabido.
- Coloquio de los Reyes Magos (2016), dir. Miguel Sabido. Personaje: Rey Baltasar.
- Clandestino (2017), dir. Luna Arjona. Personaje: Esposo.

### Programas de TV Unitarios
- «Los 25 más» (voz en off) (TV Azteca)
- «Al Extremo» (voz en off) (TV Azteca)
- «Terrores nocturnos» (presentador y narrador) (a+ 7.2)
- «Enigmas: El lado siniestro de la historia» (conductor) (a+ 7.2)